# Muthathi, Malavalli
Muthathi là một làng thuộc tehsil Malavalli, huyện Mandya, bang Karnataka, Ấn Độ.